# Mussel Point (hrabstwo Pictou)
Mussel Point – przylądek (point) w kanadyjskiej prowincji Nowa Szkocja, w hrabstwie Pictou (45°39′47″N, 62°41′41″W), wysunięty w zatokę Pictou Harbour, na jej południowo-wschodnim brzegu; nazwa urzędowo zatwierdzona 8 listopada 1948.